# Holly Robinson Peete
Holly Elizabeth Robinson Peete (Filadelfia, 18 settembre 1964) è un'attrice, cantante, attivista, conduttrice televisiva e scrittrice statunitense.

## Biografia
Holly Elizabeth Robinson è nata a Mount Airy, un quartiere di Filadelfia, in Pennsylvania. È figlia di Dolores, un'insegnante, e Matt Robinson, un attore, produttore e scrittore. Ha un fratello maggiore di nome Matthew Thomas. Ha frequentato la Greene Street Friends School a Germantown. Nel 1974, quando i suoi genitori divorziarono, lei, sua madre e suo fratello si trasferirono a Malibù. Si è diplomata alla Santa Monica High School di Santa Monica. Successivamente, si è laureata in psicologia e francese al Sarah Lawrence College. Dopo essersi laureata, è andata a studiare alla Sorbona per un anno. Mentre era a Parigi, ha cantato in alcuni nightclub della zone e in un’occasione ha duettato con il musicista jazz Lionel Hampton all'Hotel Meridian Jazz Club. Ha iniziato a recitare nel 1969, nella serie della PBS, Sesamo apriti. All'età di 11 anni, ha lavorato per lo spettacolo per bambini Kidsworld. Successivamente, è apparsa nella serie TV I quattro della scuola di polizia, Mr. Cooper, Tris di cuori e Like Family. Nel 1992, ha interpretato la cantante Diana Ross nella miniserie TV, The Jacksons: An American Dream. Dal 2005 al 2006 ha interpretato Clea nella commedia della UPN, Love, Inc.. Inoltre, ha anche avuto una carriera limitata come cantante, cantando, perfino, alcune canzoni per il film Howard e il destino del mondo. Dal 2010 al 2011, ha co-condotto il talk show della CBSThe Talk. In questo programma, la Robinson affrontava questioni sulle etnie afroamericane e sull’autismo, del quale suo figlio soffre. Il 4 marzo 2011, ha condotto assieme a Wayne Brady la 42ª edizione dei NAACP Image Awards. Nel 2022 ha ricevuto la sua stella sulla Hollywood Walk of Fame. Nel 2023, ha partecipato come concorrente al programma televisivo The Masked Singer.

## Vita privata
Il 10 giugno 1995 ha sposato il quarterback della National Football League, Rodney Peete. La coppia ha avuto quattro figli: due gemelli, Ryan Elizabeth e Rodney Jr. (17 ottobre 1997), Robinson (11 agosto 2002) e Roman (25 febbraio 2005).
Dopo che a suo padre è stata diagnosticata la malattia di Parkinson, Robinson e suo marito hanno co-fondato la HollyRod Foundation, un'organizzazione che si dedica ad aiutare a trovare una cura per la malattia, così come l'autismo.

## Filmografia

### Attrice

#### Cinema
- Howard e il destino del mondo (Howard the Duck), regia di Willard Huyck (1986)
- Speed-Dating, regia di Joseph A. Elmore Jr. (2010)
- 21 Jump Street, regia di Phil Lord e Christopher Miller (2012)

#### Televisione
- Sesamo apriti (Sesamo Street) - serie TV, episodio 1x08 (1969)
- Il sordomuto (Dummy), regia di Frank Perry - film TV (1979)
- I quattro della scuola di polizia (21 Jump Street) - serie TV, 102 episodi (1987-1991)
- Booker - serie TV, 2 episodi (1989-1990)
- La legge di Bird (Gabriel's Fire) - serie TV, episodio 1x22 (1991)
- The Jacksons: An American Dream - miniserie TV, 2 episodi (1992)
- Mr. Cooper (Hangin' with Mr. Cooper) - serie TV, 101 episodi (1992-1997)
- Pacific Blue - serie TV, episodio 2x16 (1997)
- Il tocco di un angelo (Touched by an Angel) - serie TV, episodio 3x15 (1997)
- Tris di cuori (For Your Love) - serie TV, 85 episodi (1998-2002)
- Killers in the House, regia di Michael Schultz - film TV (1998)
- After All, regia di Helaine Head - film TV (1999)
- Squadra Med - Il coraggio delle donne (Strong Medicine) - serie TV, episodio 2x01 (2001)
- One on One - serie TV, 6 episodi (2001-2002)
- My Wonderful Life, regia di Andy Cadiff - film TV (2002)
- Like Family - serie TV, 23 episodi (2003-2004)
- Earthquake, regia di Gil Junger - film TV (2004)
- Love, Inc. - serie TV, 22 episodi (2005-2006)
- Matters of Life and Dating, regia di Peter Wellington - film TV (2007)
- Football Wives, regia di Bryan Singer - cortometraggio TV (2007)
- The Bridget Show, regia di Barry Sonnenfeld - film TV (2009)
- Mike & Molly - serie TV, 13 episodi (2011-2014)
- Blue - serie TV, episodio 2x15 (2013)
- Mamma in un istante (Instant Mom) - serie TV, episodio 1x18 (2014)
- Angel of Christmas, regia di Ron Oliver - film TV (2015)
- Chicago Fire - serie TV, 6 episodi (2016)
- Michael Jackson: Searching for Neverland, regia di Dianne Houston - film TV (2017)
- Natale a Evergreen (Christmas in Evergreen), regia di Alex Zamm - film TV (2017)
- Natale a Evergreen - La lettera perduta (Christmas in Evergreen: Letters to Santa), regia di Sean McNamara - film TV (2018)
- Morning Show Mysteries - miniserie TV, 6 episodi (2018-2019)
- Natale a Evergreen - Un pizzico di magia (Christmas in Evergreen: Tidings of Joy), regia di Sean McNamara - film TV (2019)
- A Family Christmas Gift, regia di Kevin Fair - film TV (2019)
- The Christmas Doctor, regia di Kevin Fair - film TV (2020)
- Christmas in Evergreen: Bells Are Riding, regia di Linda Lisa Hayter - film TV (2020)
- Law & Order - Unità vittime speciali (Law & Order: Special Victims Unit) - serie TV, episodio 21x12 (2020)
- American Housewife - serie TV, 6 episodi (2021)
- Our Christmas Journey, regia di Kevin Fair - film TV (2021)
- The Journey Ahead, regia di Linda Lisa Hayter - film TV (2022)
- A Black Lady Sketch Show - serie TV, episodio 3x01 (2022)
- Holiday Heritage, regia di Alfons Adetuyi - film TV (2022)
- Hats Off to Love, regia di Amy Barrett - film TV (2025)

#### Videoclip
- Whip Appeal - Babyface (1990)

### Doppiatrice
- Fillmore! - serie TV, episodio 1x04 (2002)
- La famiglia Proud: più forte e orgogliosa (The Proud Family: Louder and Prouder) - serie TV, episodio 2x09 (2023)

### Produttrice
- Tris di cuori (For Your Love) - serie TV, 4 episodi (2001-2002)
- For Peete's Sake - serie TV, 12 episodi (2016-2017)
- Meet the Peetes - serie TV, 21 episodi (2018-2019)
- A Family Christmas Gift, regia di Kevin Fair (2019)
- The Christmas Doctor, regia di Kevin Fair (2020)
- Our Christmas Journey, regia di Kevin Fair (2021)

### Colonna sonora

#### Cinema
- Howard e il destino del mondo (Howard the Duck), regia di Willard Huyck (1986)
- In tre si litiga meglio (Three for the Road), regia di Bill L. Norton (1987)
- Uragano Smith (Hurrucane Smith), regia di Colin Budds (1992)

#### Televisione
- I quattro della scuola di polizia (21 Jump Street) - serie TV, 11 episodi (1987)
- Mr. Cooper - serie TV, episodio 1x01 (1992)

## Programmi televisivi
- Live with Regis and Kathie Lee - co-conduttrice (1998-2022)
- Jeopardy! - concorrente (1999)
- Good Day Live - conduttrice guest (2002-2004)
- The Best Damn Sports Show Period - conduttrice guest (2004)
- The View - co-conduttrice guest (2005-2019)
- Entertainment Tonight - co-conduttrice guest (2008-2022)
- The Talk - conduttrice (2010-2022)
- NAACP Image Awards 2011 - conduttrice (2011)
- The Nate Berkus Show - co-conduttrice guest (2011)
- The 2012 NCRM Freedom Awards - conduttrice (2013)
- Celebrity Name Game - concorrente (2014-2016)
- Hollywood Today Live - co-conduttrice guest (2016-2017)
- Today - co-conduttrice (2017-2023)
- Name That Tune - concorrente (2023)
- Queens Court - conduttrice (2023)
- The Masked Singer - concorrente (2023)

## Riconoscimenti
- NAACP Image Award
  - 1999 - Candidatura alla miglior attrice in una serie commedia per Tris di cuori
  - 2000 - Candidatura alla miglior attrice in una serie commedia per Tris di cuori
  - 2001 - Candidatura alla miglior attrice in una serie commedia per Tris di cuori
  - 2002 - Candidatura alla miglior attrice in una serie commedia per Tris di cuori
  - 2006 - Candidatura alla miglior attrice in una serie commedia per Love, Inc.
  - 2008 - Candidatura alla miglior attrice in una miniserie o film TV per Matters of Life & Dating
- Nickelodeon Kids' Choice Awards
  - 1989 - Candidatura all'attrice televisiva favorita per I quattro della scuola di polizia

## Doppiatrici italiane
Nelle versioni in italiano dei suoi film, Holly Robinson Peete è stata doppiata da:
- Patrizia Salerno in Natale a Evergreen, Natale a Evergreen - La lettera perduta,  Christmas in Evergreen - Un pizzico di magia
- Giuppy Izzo in Mr. Cooper
- Cristina Boraschi in I quattro della scuola di polizia
- Anna Cesareni in Tris di cuori
- Stefania Patruno in Love, Inc.

Da doppiatrice, è stata sostituita da:
- Eleonora Reti ne La famiglia Proud: più forte e orgogliosa